# Hubert Ithier
Hubert Ithier, nom de plume d'Hubert Charles Victor Chambet, né le 6 avril 1920 dans le 9e arrondissement de Paris et mort le 8 janvier 2009 à Boulogne-Billancourt, est un auteur-compositeur français.

## Biographie
Il grandit dans le Pas-de-Calais à Frévent, puis intègre l’École de l’air et devient aviateur.
Après la guerre, Hubert Ithier rencontre Pierre Cour et Francis Blanche et devient producteur de radio. Lors de cette période, il travaille pour l’ORTF.
En 1947, Hubert Ithier commence sa carrière musicale. Le succès ne commence qu'en 1950 avec une chanson Je t'aimerai interprétée par Pierre Malar et Rina Ketty. En 1952, il écrit Le Voyage à Cuba qui sera enregistrée par Jacques Hélian et son orchestre, Jean Bretonnière, et Jean Sablon.
Dans ces années-là, il écrit des chansons pour André Claveau, Luis Mariano, Dario Moreno, Gloria Lasso et Mathé Altéry, devenant un auteur à succès.
Le duo Patrice et Mario interprète ses textes, ainsi qu'Yvette Giraud, Marie-José, Tino Rossi, Bourvil, John William, Annie Cordy, Jacqueline Boyer, Jean-Claude Pascal et Henri Salvador.
À partir de 1961, dans l'ère de la vague du yéyé, il écrit de nombreuses adaptations pour Les Chats sauvages et d'autres groupes français de rock, Les Chaussettes Noires, Johnny Hallyday, Sheila, Frank Alamo, Patricia Carli, Ronnie Bird, François Deguelt, Marie Laforêt, Dalida.
En 1967, il écrit pour Mireille Mathieu, Nana Mouskouri, Nicoletta, et Enrico Macias. Il continue d'écrire jusqu'à la fin des années 1980.
Hubert Ithier fut administrateur de la Sacem, rédacteur pour le magazine La Discographie française, secrétaire général pour l’Union nationale des auteurs et compositeurs (UNAC), et trésorier du Comité du cœur, organisme venant en aide aux auteurs en difficulté.